# 눈키
눈키 또는 궁수자리 시그마(σ Sgr)는 궁수자리에서 두 번째로 밝은 항성이다. 겉보기 등급은 2.05 로 맨눈으로 쉽게 볼 수 있다. 히파르코스 측성 위성의 시차 자료를 이용하여 계산한 이 별까지의 거리는 약 228 광년 (70 파섹)이다.

## 물리적 특성
눈키의 스펙트럼은 분광형상으로 B2.5 V 로 B형 주계열성에 해당된다. 광도는 태양의 3300 배이며 유효온도는 18890 켈빈이다. 눈키로부터 엑스선 방출이 관측되어 왔으며 이로부터 구한 항성의 엑스선 광도는 1.2 × 1028 erg s−1이다.
천구에서 눈키로부터 5.2 분각 떨어진 곳에 10 등급 밝기의 안시 동반성이 있다. 눈키는 황도 가까이에 있기 때문에 달에 가려질 때가 있다. 드물게는 태양계 행성들이 이 별을 가리는 경우도 있는데 예로 1981년 11월 17일 금성이 눈키 앞을 지나갔다.

## 명명법
궁수자리 시그마는 이 별을 바이어 명명법으로 표기한 것이다. 전통적으로 불려오던 이름 눈키는 아시리아 또는 바빌로니아 시대에 생겨난 단어로 고고학자들이 복원, R. H. 앨런이 저작물을 통해 알린 것이다. 2016년 국제천문연맹은 항성들의 고유명칭을 정리 및 표준화 하려는 취지하에 항성명칭심의위원회(WGSN)를 조직하였다. WGSN은 2016년 8월 21일 눈키 명칭을 승인하였으며 현재 이 이름은 국제천문연맹의 항성명칭목록에 등재되어 있다.
눈키와 궁수자리 감마, 델타, 엡실론, 제타, 람다, 타우, 파이는 찻주전자 성좌(星座)의 구성원이기도 하다.
아랍 문화권에서는 눈키와 궁수자리 파이, 제타, 카이, 타우를 함께 묶어 النعم السادرة ('알 나암 알 사디라흐', 돌아오는 타조들)라고 불렀다.
알 악사시 알 무아케트의 책력에는 눈키를 '타니흐 알 사디라흐'로 수록했는데 이 어구는 라틴어로 Secunda τού al Sadirah 로 번역되었으며 '돌아오는 타조 중 두 번째'라는 뜻이다.
눈키는 동아시아 별자리에서는 두수의 두(斗, '국자')에 속해 있다. 두는 눈키, 궁수자리 파이, 람다, 뮤, 타우, 제타로 이루어져 있다. 이 중 눈키 하나만을 부르는 이름은 두수4(斗宿四, 두에서 네 번째 별)이다.